# Остання людина (фільм, 2019)
Остання людина — канадський науково-фантастичний фільм режисера Родріго Х. Віла.

## Про фільм
Курт — ветеран, який страждає на посттравматичний стресовий розлад, повертається додому. Місцевий вуличний пророк Ное передрікає, що настане катастрофічний шторм.
Курт приймає пораду Ное і готується до неминучої катастрофи. Він зустрічає Джесіку, яка також починає вірити в майбутні передбачення.

## Знімались
| Актор                | Роль            |
| -------------------- | --------------- |
| Гайден Крістенсен    | Курт            |
| Гарві Кейтель        | Ное             |
| Марко Леонарді       | Антоніо         |
| Ліз Соларі           | Джессіка        |
| Фернан Мірас         | Шалений чоловік |
| Джастін Келлі        | Джонні          |
| Рафаель Спрегельбурд | Гомез           |